# フランスの警察
本項では、フランスの警察について述べる。

## 組織

### 国家警察と国家憲兵隊
フランスには複数の警察組織が存在するが、実質的な治安維持は国家警察と国家憲兵隊が担っている。一般警察業務についてはおおむね、都市圏は国家警察、地方部は国家憲兵隊が分担しているが、特に国家憲兵隊は他軍種・省庁への分遣部隊が多く、多くの点で入り組んでおり、治安出動などの緊急活動については、明確な区分はほとんどないのが実情である。1941年以降、県庁所在地および人口1万人以上のコミューンには国家警察の地方支分部局が設置されてこれを担当し、それに満たないコミューンは国家憲兵隊が担当するものとされていた。その後、1995年1月21日の法律にもとづき、1996年9月19日から基準が変更され、人口2万人が境界線となった。政府中枢等の警備は、国家憲兵隊のフランス共和国親衛隊が担っており、また海外県については、国家憲兵隊が展開している。
国家警察は文民警察官、国家憲兵隊は軍人により構成されており、元来は、国家警察は内務省、国家憲兵隊は国防省の所属とされていた。ただし国家憲兵隊も、平時の警察活動に関しては、機動憲兵隊は内務大臣、県憲兵隊は県知事など、それぞれ他省庁の指揮を受けていた。その後、2009年1月1日より、内部部局と実施部隊の指揮権は全面的に内務大臣に移管された。ただし軍政面の管理権と教育機関の指揮権は引き続き国防大臣が所掌しており、また隊員の軍人としての資格も維持される。
このような経緯により、国家警察と国家憲兵隊には、それぞれの所掌範囲で同様の任務に当たる部隊が編成されている事がある。
- 警邏（日本の警察の自動車警ら隊に相当）
  - 警察 - 犯罪対策班（BAC）
  - 憲兵 - 警邏介入小隊（PSIG）
- 集団警備力（日本の警察の機動隊に相当）
  - 警察 - 保安機動隊（CRS）
  - 憲兵 - 機動憲兵隊（GM）
- 対テロ作戦（日本の警察の特殊急襲部隊に相当）
  - 警察 - 特別介入部隊（RAID）、コマンド対策部隊（BRI-BAC）
  - 憲兵 - 治安介入部隊（GIGN）

なお国家憲兵隊は施設警備にあたることが多いことから、武器使用基準については、国家警察よりも自由裁量を許したものとなっている。国家警察では、警察官の武装は警察官あるいはその保護下にあるものを守るためにのみ使用可能であり、特に危害射撃は人を守るためにのみ許されるのに対し、国家憲兵では、物や部署を守る場合にも危害射撃が可能とされる。

### その他の機関
コミューンは自治体警察（police municipale）を設置できる。フランス革命後の一時期は都市部の一般警察活動を担っていたが、後に大部分の権限が国家警察に移譲されており、現在では、交通法規など自治体の条例の執行や、監視や建物からの避難、事故防止といった予防活動などに限定されている。また農村部では、地域の巡回と環境保護を担当する農村保安官（garde champêtreあるいはpolice rurale）が設置されることもある。
また公安警察にあたる国内治安総局（DGSI）のほか、司法省の刑務官や経済・財務省の税関・間接税総局（DGDDI）の職員の一部にも司法警察権が与えられている。

## 活動
1795年罪刑法典に基づき、警察活動は司法警察（Police judiciaire）と行政警察（Police administrative）に区別されている。
- 行政警察活動
  - 道路交通の管理
  - 路上デモ活動の整理
  - 暴動鎮圧部隊の配置
- 司法警察活動
  - 犯罪被疑者の追跡と逮捕
  - 司法調査の各局面での被疑者の尋問
  - 証拠の収集
  - 捜索令状の執行

司法警察活動は、建前上は予審判事（Juge d'instruction）によって主宰されることとされており、また予審が開始されていない場合は、検察官（Ministère public）が指揮をとることもできる。警察官はこれらの司法官からの嘱託（Commission rogatoire）を受けて捜査活動に当たることになる。
司法警察活動に当たる警察官は、司法警察員（officier de police judiciaireまたはOPJ）と、司法巡査（agent de police judiciaireまたはAPJ）あるいは司法巡査補（APJ adjoint）に大別される。司法警察官とされるのは下記の要員である。
- 市長と副市長（ただほとんど実績はない）
- 国家警察では
  - 警察本部長やそれ以上の階級の者
  - 部隊指揮官（corps de commandement）として、内務大臣と司法大臣が共同で指名した者
  - 3年間勤務したCorps d'encadrement et d'applicationの要員で、特定の部署に所属し、内務大臣と司法大臣が共同で指名した者
- 憲兵隊では
  - 将校
  - 3年間任務に就いた将校以外の者で、内務大臣と司法大臣が共同で指名した者

これらの大臣の指名決定は、特定の委員会の承認があって初めてできる。現行制度によれば、法律事項の試験を修了したと保証する。
警察と憲兵隊のそのほかのほとんどの要員は司法巡査であり、警察の一部の要員や自治体警察の要員は司法巡査補である。
逮捕と捜索令状の執行については、司法警察官だけが完全な権限を持ち、司法巡査は補佐のみが許される。たとえば、司法巡査が被疑者を逮捕した場合、巡査は逮捕を完全なものにするには、被疑者を司法警察官のもとへ連れて行かねばならない。
いかなる市民も犯罪を犯したり法で罰せられる行為をした者を逮捕し（私人逮捕）、司法警察官（この場合は巡査や巡査補でも可能）のもとに連行できると法律で定められているが、一市民による逮捕は、何が罰せられるかきちんと理解しているか、また権利濫用がないかという観点から、難しい問題を含んでいる（権利濫用は個人の自由のために制限されており、不法監禁として訴えられる可能性もある）。
司法警察官の権限はいかなる場合であっても、それを必要とする立場に所属していて、地区の検事総長の決定があるときに行使される。組織的な活動時や、暴動鎮圧といった公共秩序の維持活動のときには、権限は一時的に停止される。
司法警察官や巡査らの権限は、警官が不適切な手法を取った場合、司法部門により取り上げられることがある。司法警察官は検事総長により格付けされ、その評価は昇進に影響してくる。